# Lafia
Lafia is een stad in Nigeria en is de hoofdplaats van de staat Nassarawa.
Lafia telt ongeveer 134.000 inwoners. 
De bevolking bestaat voornamelijk uit Arago, Tiv en Kanuri. Er zijn ook Fulbe die in de omgeving hun vee weiden. 
De stad is een lokaal handelscentrum voor landbouwgewassen (sesamzaad, sojabonen, yam, sorghum, gierst en katoen). In de omgeving wordt er tin, columbiet en steenkool ontgonnen.
In 2011 is de Federal University Lafia (FULafia) geopend.
De stad is sinds 2000 de zetel van een rooms-katholiek bisdom.

## Verkeer
Lafia ligt op de snelweg tussen Jos en Makurdi. De spoorlijn vanuit Port Harcourt loopt door Lafia.

## Geschiedenis
De stad is ontstaan uit Anane, een nederzetting van de Arago. Aan het eind van de 19e eeuw was het een van de belangrijkste handelscentra langsheen de Benue, dankzij een handelsweg naar Loko, 90 km verderop aan de oever van die rivier. In 1903 erkende de Britten Musa als de eerste emir van Lafia. Het emiraat werd onderdeel van de provincie Benue. In 1967 werd het deel van de staat Benne-Plateau en in 1976 van de staat Plateau. Sinds 1996 is het de hoofdstad van de toen nieuw gevormde staat Nassarawa.